# برونو جيسوس
برونو جيسوس هو لاعب كرة قدم برازيلي في مركز الدفاع، ولد في 22 أبريل 1997 في بورتو أليغري في البرازيل. لعب مع Esporte Clube São José ‏.

## وصلات خارجية
- برونو جيسوس على موقع قاعدة بيانات كرة القدم.إي يو (الإنجليزية)
- برونو جيسوس على موقع Soccerway.com (الإنجليزية)